# Miltinus varipes
Miltinus varipes är en tvåvingeart som först beskrevs av Macquart 1850.  Miltinus varipes ingår i släktet Miltinus och familjen Mydidae. Inga underarter finns listade i Catalogue of Life.